# بارك أولمبيك ليون
بارك أولمبيك ليون (بالفرنسية: Parc Olympique Lyonnais)‏، ويعرف كذلك باسم ملعب غروباما (بالإنجليزية: Groupama Stadium)‏ من أجل أغراض دعائية، وفي بعض البطولات يُعْرَف الملعب باسم ملعب الأضواء (بالفرنسية: Stade des Lumières)‏ أو ملعب ليون الكبير (بالفرنسية: Grand Stade de Lyon)‏، وهو ملعب كرة قدم يقع في مدينة ليون، و تصل سعته إلى 58 ألف متفرج. وهو الملعب رئيسي لنادي ليون. تقدر تكلفة الاستاد حوالي 250 مليون يورو.
يبعد الملعب عن ملعب جيرلان، الملعب السابق لنادي ليون، بمسافة 14 كم؛ وبدأ عمله في أكتوبر 2012، وافتتح في يونيو 2016 من أجل استضافة منافسات كأس الأمم الأوروبية لكرة القدم 2016.

## أبرز البطولات المستضافة

### يورو 2016
| التاريخ       | الوقت (CET) | الفريق #1 | النتيجة | الفريق #2        | الجولة      | الحضور |
| ------------- | ----------- | --------- | ------- | ---------------- | ----------- | ------ |
| 13 يونيو 2016 | 21:00       | بلجيكا    | 0–2     | إيطاليا          | المجموعة ر  | 55,408 |
| 16 يونيو 2016 | 18:00       | أوكرانيا  | 0–2     | أيرلندا الشمالية | المجموعة ج  | 51,043 |
| 19 يونيو 2016 | 21:00       | رومانيا   | 0–1     | ألبانيا          | المجموعة أ  | 49,752 |
| 22 يونيو 2016 | 18:00       | المجر     | 3–3     | البرتغال         | المجموعة س  | 55,514 |
| 26 يونيو 2016 | 15:00       | فرنسا     | 2–1     | جمهورية أيرلندا  | دور الـ 16  | 56,279 |
| 6 يوليو 2016  | 21:00       | البرتغال  | 2–0     | ويلز             | نصف النهائي | 55,679 |

### كأس العالم لكرة القدم للسيدات 2019
| التاريخ      | الوقت | الفريق #1 | النتيجة | الفريق #2 | الجولة      | الحضور |
| ------------ | ----- | --------- | ------- | --------- | ----------- | ------ |
| 2 يوليو 2019 |       |           | –       |           | نصف النهائي |        |
| 3 يوليو 2019 |       |           | –       |           | نصف النهائي |        |
| 7 يوليو 2019 |       |           | –       |           | النهائي     |        |